# Jean Eugène Robert-Houdin
Jean Eugène Robert-Houdin (Blois, 6 de diciembre de 1805-Saint-Gervais-la-Forêt, 13 de junio de 1871) fue un ilusionista francés. Está considerado como el padre de la magia moderna.

## Primeros años
Robert-Houdin nació en Blois, Francia, el 6 de diciembre de 1805. Cursó sus estudios superiores en la Universidad de Orléans, y durante un tiempo trabajó como relojero. Cuando accidentalmente recibió un libro de invocaciones y espiritismo, se interesó muchísimo en el arte y comenzó a tomar lecciones de un ilusionista local. Cuando finalizó, se mudó a Tours y estableció una fábrica de relojes, mientras que en su tiempo libre practicaba trucos de magia. Pronto comenzó a ser el aprendiz del mago De Grissi.

## Principales logros

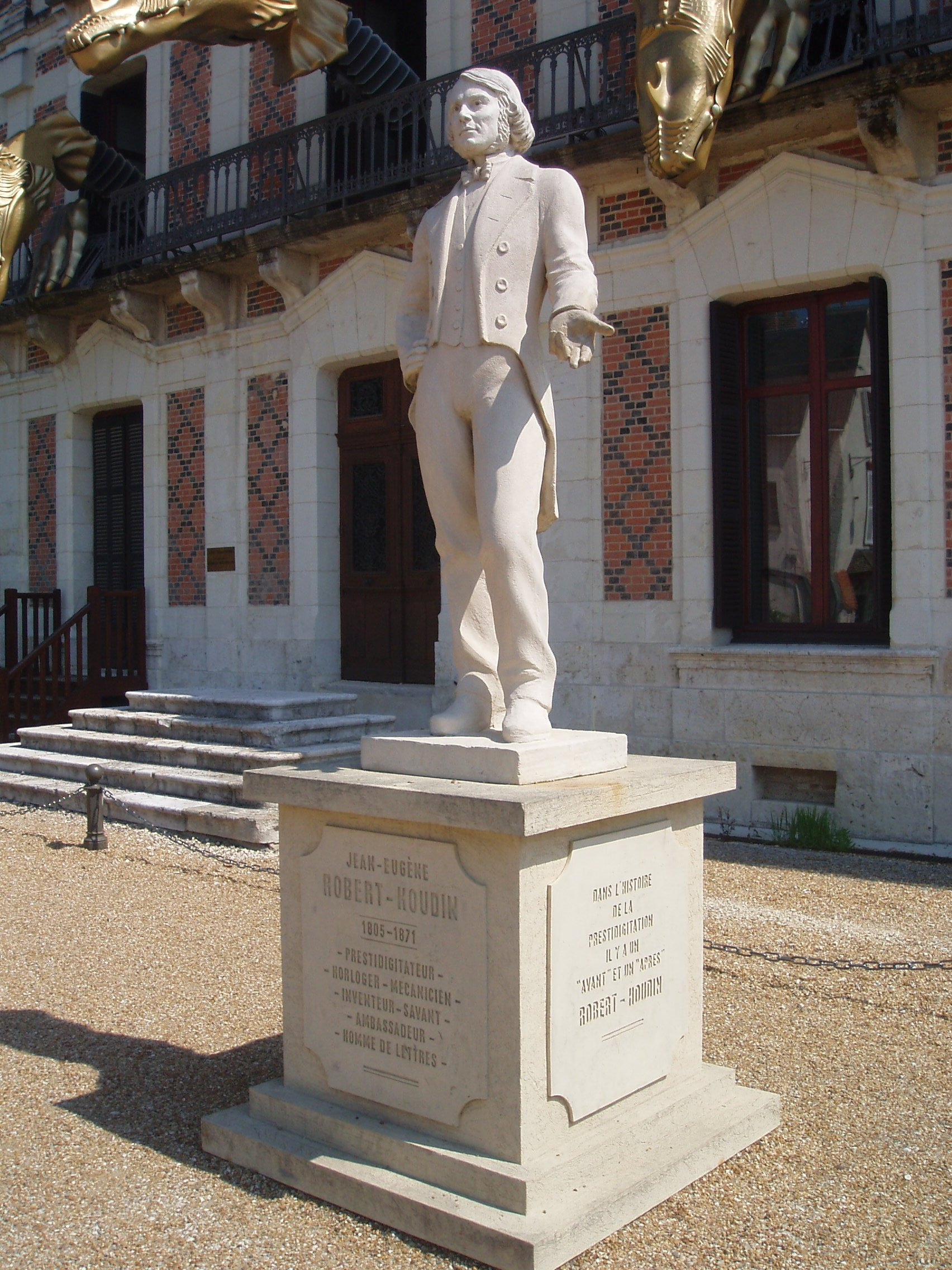
Estatua frente a su hogar en Blois.

Históricamente, se creyó que los árabes de Argelia fueron provocados para rebelarse contra los colonos franceses por milagros falsos llevados a cabo por sus líderes religiosos. En 1856, el Segundo Imperio Francés de Napoleón III envió a Robert-Houdin a Argelia, esperando que pudiese llevar a cabo trucos más impresionantes, para así disolver el entusiasmo de los rebeldes. Sus trucos lograron romper la influencia de los mulá; además, los árabes comenzaron a temerle al ilusionista. En un truco, le permitió a un árabe que le disparase con una bala marcada, pero en lugar de matarlo, hallaron la bala en sus dientes. Luego de aquella prueba, pensaron que sería capaz de hacer cualquier cosa. Robert-Houdin no fue el primer ilusionista en realizar el truco de la bala atrapada por los dientes, y muchos después de él han adaptado su propia versión del efecto.
Robert-Houdin realizó otro famoso truco para probar que la magia francesa era más fuerte que las técnicas locales: mostró una caja vacía con un fondo de acero que cualquiera sería capaz de levantar. Pero escondiendo un imán bajo el suelo, la hizo inamovible, probando que mediante su poder, podía evitar que el guerrero más fuerte la levantase. Poco después descubrió que podía hacer más impresionante el truco cuando no dijo que haría más pesada la caja, sino que exclamó que podría convertir en débil al hombre más fuerte, demostrando que era incapaz de levantar en alto una caja que un niño pequeño podría manipular.
Otro truco, el árbol de naranjas, fue utilizado por el epónimo ilusionista en la historia corta de Steven Millhauser Eisenheim The Illusionist, más tarde llevada al cine como The Illusionist (2006).
Robert-Houdin es a menudo descrito como «el padre de la magia moderna». Antes de su nacimiento, los ilusionistas realizaban sus actos en mercados y ferias, pero Robert-Houdin actuaba en teatros y fiestas privadas. También prefería vestir ropa formal, como la que llevaba el público. Muchos magos actuales vieron esta elección como anticuada y prefieren usar prendas informales; Doug Henning fue el primero en rebelarse contra este estereotipo, con un aspecto más moderno creado por sí mismo.
Debido a su éxito, Robert-Houdin abandonó el trabajo de relojero y se dedicó a ser ilusionista, lanzando trucos nuevos y actuando incluso en su tiempo de vacaciones. Su esposa a menudo se veía involucrada en sus trucos, los cuales eran innovadores para la época, y luego tenía que revelárselos a las autoridades para evitar ser perseguido por brujería.

## Ilusiones famosas

### La suspensión etérea
Cuando Robert-Houdin realizó esta ilusión por primera vez, el éter se empezaba a utilizar, por lo que era muy misterioso. Lo utilizaba en la presentación de esta ilusión, diciéndole a la audiencia que se lograba el efecto porque una de las características del éter era que hacía más livianas a las personas.

### El cajón de peso variable
En una de sus más célebres ilusiones, le pedía a su hija que le llevara un cajón, luego aseguraba que poseía un líquido en forma gaseosa que al respirarlo disminuye la fuerza, y luego le pedía al público que lo levantara, y no podían.

## Legado

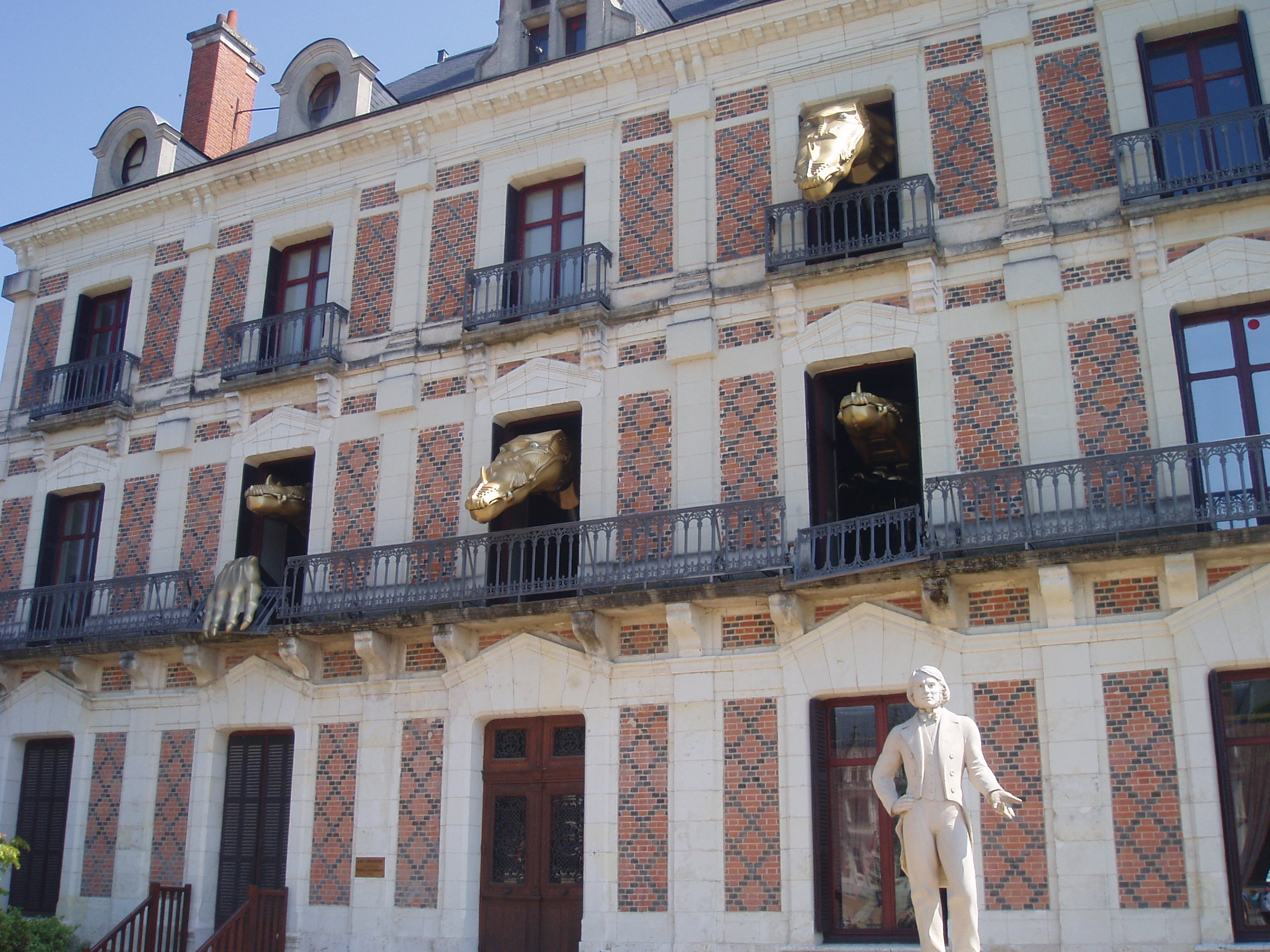
Visualización pública de la casa de Jean Eugène Robert-Houdin en Blois, la cual se ha convertido en un museo. El movimiento de los "dragones" entrando y saliendo por las ventanas es una ilusión teatral.

Su hogar en Blois se encuentra abierto al público como museo y teatro.
La autobiografía de Robert-Houdin se titula Las memorias de Robert-Houdin. Su vida y obra también se cita en la trilogía de Robertson Davies, Trilogía de Deptford, principalmente en la tercera novela de la trilogía, El mundo de los prodigios, la cual tiene lugar en el escenario de una película sobre Robert-Houdin.
El mago y escapista austro-húngaro, nacionalizado estadounidense, Harry Houdini, estaba impresionado por Robert-Houdin que después de leer su autobiografía en 1890, adoptó el seudónimo «Houdini» en su honor. Pensaba, de forma incorrecta, que la «i» al final de un nombre significaba «igual que» en francés. Más tarde perdió su admiración por Robert-Houdin, creyendo que tomaba el crédito de trabajos realizados por otros ilusionistas, y compuso la obra Desenmascarando a Robert-Houdin en 1908.

## Nombre
Es incorrecto referirse a Jean Eugène Robert-Houdin como Houdin. Su apellido era Robert-Houdin y su nombre de nacimiento Jean Eugène Robert. Contrajo matrimonio con Mademoiselle Houdin, y bajo un permiso especial del gobierno francés, le fue permitido utilizar el apellido de su esposa después del suyo.